# División del Norte, Tabasco
División del Norte är en ort i Mexiko.   Den ligger i kommunen Teapa och delstaten Tabasco, i den sydöstra delen av landet, 700 km öster om huvudstaden Mexico City. División del Norte ligger 21 meter över havet och antalet invånare är 141.
Terrängen runt División del Norte är platt åt nordost, men åt sydväst är den kuperad. Runt División del Norte är det ganska tätbefolkat, med 93 invånare per kvadratkilometer. Närmaste större samhälle är Teapa, 10,4 km väster om División del Norte. Trakten runt División del Norte består till största delen av jordbruksmark.